# 게르숌 숄렘

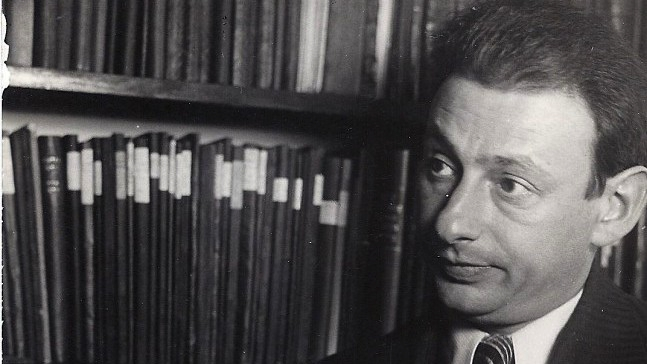
게르숌 숄렘

게르솜 게르하르트 숄렘(Gershom Gerhard Scholem, 1897년 12월 5일 - 1982년 2월 21일)은 독일에서 태어난 유대교 철학자이며 역사가이다. 1923년 영국 위임통치령 팔레스타인으로 이주해 국립도서관의 도서관장을 지냈으며, 이후 카발라를 현대적으로 연구하기 시작해 예루살렘 히브리 대학의 유대교 신비주의의 첫 교수가 된다.
그의 강의록 《유대교 신비주의의 주류 Major Trends in Jewish Mysticism》(1941)와 전기《사바티 제비, 신비주의 메시아 Sabbatai Zevi, the Mystical Messiah》 (1973)가 유명하다. 그의 강연과 에세이를 모은 《카발라와 기호 On Kabbalah and its Symbolism》(1965)는 유대교 신비주의를 바깥에 알리는 데 지대한 기여를 했다.
그는 1958년 이스라엘 상을 받았고, 1968년 이스라엘 인문 과학 아카데미의 회장으로 뽑혔다.

## 같이 보기
- 마르틴 부버
- 아브라함 J. 헤셸